# 阿勒頗攻勢 (2016年9月—12月)
2016年9月的阿勒頗攻勢是2016年6月開始的攻勢的延續。

## 事前準備
美國和俄羅斯協調的停火屆滿後，2016年9月19日起，敘利亞空軍恢復空襲阿勒頗的反對派控制區，為即將來臨的地面攻勢鋪路。敘利亞空軍曾在一夜間對「征服阿勒頗」控制的5個地區進行超過40次的空襲。

## 攻勢
2016年9月22日，敘利亞軍方宣佈恢復在阿勒頗的攻勢。
9月23日，敘軍在阿勒頗市南郊發起地面攻勢。稍後，親政府的巴勒斯坦民兵攻佔阿勒頗東北部的漢達拉特巴勒斯坦難民營（Handarat Camp）的一部分。
9月24日，敘軍進攻南部的Sheikh Sa'id區。親政府民兵與政府軍一度攻佔整個漢達拉特難民營，反對派部隊在夜間反攻，奪回該難民營的大部分區域。
據報9月23日和24日總計有至少55人死於空襲，敘利亞民防阿勒頗分支主席塞爾莫表示有超過100人喪生。供應阿勒頗東部反對派控制區自來水的一個抽水站在空襲中被毀，反對派於是關閉供應西部政府軍控制區自來水的另一個抽水站作為報復，東部25萬居民和西部150萬居民的自來水供應受到嚴重影響。
9月25日，親政府民兵與政府軍再次進攻漢達拉特。據報該日在阿勒頗的戰鬥造成85人喪生。9月27日，政府軍收復阿勒颇城堡以北的法拉菲拉（Farafira）區。
美國官員表示在9月19日至27日期間，阿勒頗東部被空襲至少1,700次，造成至少1,000人喪生。9月29日，政府軍一方再次攻佔漢達拉特難民營。
政府軍一方後來在阿勒頗東部攻佔更多地區。截至10月6日，政府軍已控制布斯坦巴沙（Bustan al-Basha）區超過8成區域。
10月10日，「敘利亞人權觀察」表示自9月19日至10月10日期間，阿勒頗有超過500名平民死於空襲和炮轟，大部分是反對派控制區的平民，而政府軍控制的阿勒頗西部也有51名平民死於反對派炮轟。

## 暫時停火

2016年10月中阿勒頗形勢圖，紫色虛線是9月22日政府軍開始攻勢時的戰線

10月17日，俄羅斯宣佈將於10月20日在東阿勒頗暫停空襲8小時，讓平民與武裝分子撤離。後來提前兩天暫停空襲，從10月18日早上開始，並維持至次日。10月19日，敘利亞軍方宣佈原定於10月20日實施的日間暫時停火延長至10月22日。雖然反政府部隊的官員拒絕了撤離阿勒頗的建議，不過仍有150名自由沙姆人伊斯蘭運動的武裝分子選擇撤離，獲安排由巴士接載前往伊德利卜省。

## 戰鬥恢復

2016年10月－11月反對派解圍戰中反對派一度攻佔的地區（藍色虛線）與政府軍新收復的地區（紅色虛線）

戰鬥於10月22日恢復。俄羅斯表示俄敘空軍仍會繼續暫停對阿勒頗的空襲，但沒有說明暫停的期限至何時。
10月28日，反政府部隊在包圍圈外向阿勒頗西部發動反攻，試圖打破政府軍對東部的包圍。雖然反政府軍在初期取得少許進展，但最終被政府軍擊退。11月8日，政府軍收復阿勒頗西南部的1070房屋區。「敘利亞人權觀察」於11月12日宣稱有超過450人在10月28日開始的解圍戰中喪生，包括215名反政府軍、143名政府軍及親政府部隊，以及近100名平民，喪生的平民大多是在政府軍控制的西阿勒頗死於反對派炮火。

## 反對派敗退
11月26日，政府軍收復阿勒頗東部的哈納諾（Hanano）區。11月27日，Ard Al-Hamra區、賈巴爾巴德羅（Jabal Badro）區和Ayn Al-Tal區也被政府軍收復。
12月7日，政府軍收復阿勒颇古城。自從政府軍於9月合圍以來，至此已攻佔包圍圈內反對派控制區大約8成區域。
政府軍此後收復更多城區。12月13日，反對派在奎維克河以東的控制區被肅清，只剩下河西的一塊面積約3.5平方公里的區域仍由反對派控制。同日反對派接受由俄羅斯與土耳其促成的停火協議，同意撤出阿勒頗市。

## 反對派撤出
根據12月13日的協議，該日黃昏後開始停火，然後先讓平民撤出，剩餘的反對派人員和他們的家屬接着撤出，按照原計劃反對派將於12月14日撤離阿勒頗市。不過到12月14日早上，當用作接載撤離者的客車抵達約定地點時，遭到反對派開火攻擊，撤離行動被迫押後。12月15日撤離行動終於開始進行，殘留在包圍圈內的反對派武裝分子約有4,000人，當中約3成屬於征服沙姆陣線，而武裝分子的家屬則有1萬人左右。武裝分子、他們的家屬以及其他不願留下的平民獲安排通過政府軍控制區前往伊德利卜省的反對派控制區。12月22日，撤離行動結束，總計有至少3萬4千人撤離阿勒頗東部，在最後一批反對派武裝人員與家屬撤離後，政府軍宣佈完全收復阿勒頗。